# Vela mística

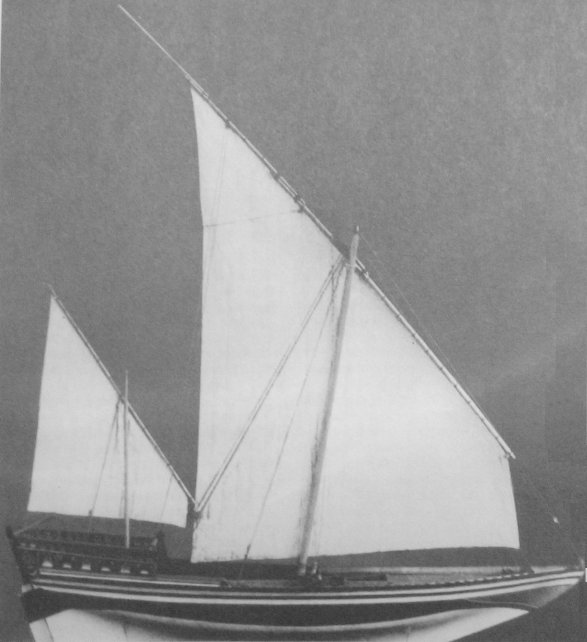
Modelo de un sambuk con dos velas místicas

En náutica, la vela mística (vela de martillo) es un tipo de vela latina recortándole un pequeño triángulo del puño de car (el puño de proa), que le daba una forma de trapezoide. (ing. Setee sail).
La vela mística requiere una entena más corta que la vela  latina, y ambos aparejos, tanto el de vela mística como el de vela latina, tienen los palos más cortos que los de velas cuadradas.

## Historia
Se remonta al tiempo de la navegación grecorromana en el mediterráneo durante la antigüedad tardía.
Su evidencia más antigua existente es el mosaico de un barco de finales del siglo V a. C. encontrado a Kelenderis, Cilicia.  Su uso duró hasta el siglo XX como vela utilizada  en los dhows árabes en Egipto y mar Rojo
Las Saetias eran un tipo de barco mercante de vela mística, de proa puntiaguda de una sola cubierta, que se empleaba en el Mediterráneo (más en la parte de Levante que en el Mediterráneo Occidental), durante los siglos XVIII y XIX. Los españoles también las utilizaron en el Nuevo Mundo.
había muchos barcos de vela mística que tenían dos palos de vela latina, como los jabeques o las galeras,  pero aparejados con velas místicas. Navegaban bien de bolina contra el viento como también podían navegar perfectamente a favor del viento. Algunas  polacras también estaban aparejadas con velas místicas
Entre la década de 1880 y la década de 1960, los barcos de Gozo estaban aparejados con vela mística.